# Petalophyllum
Petalophyllum es un género de hepáticas perteneciente a la familia Fossombroniaceae. Comprende 9 especies descritas y de estas, solo 4 aceptadas.

## Taxonomía
Petalophyllum fue descrita por Nees & Gottsche ex Lehm.  y publicado en Novarum et Minus Cognitarum Stirpium Pugillus 8: 29. 1844. La especie tipo es: P. preissii Gottsche ex J. G. C. Lehmann

## Algunas especies
- Petalophyllum americanum C. H. Ford & Crand.-Stot.
- Petalophyllum hodgsoniae C. H. Ford & Crand.-Stot.
- Petalophyllum lamellatum (Nees) Lindb.
- Petalophyllum ralfsii (Wilson) Nees & Gottsche